# Bannihatti, Hungund
Bannihatti là một làng thuộc tehsil Hungund, huyện Bagalkot, bang Karnataka, Ấn Độ.